# Золотайко, Ефим Петрович
Ефим Петрович Золотайко (20 января 1905, село Михайловка, Константиноградский уезд, Полтавская губерния, Российская империя — неизвестно, Иловайск, Донецкая область, Украинская ССР) — главный кондуктор Иловайского кондукторского резерва Донецкой железной дороги, Украинская ССР. Герой Социалистического Труда (1959).

## Биография
Родился в 1905 году в крестьянской в семье в селе Михайловка Константиноградского уезда. Окончил местную начальную школу. Трудился путейцем на железнодорожной станции Иловайск Донецкой железной дороги. С 1928 года проходил службу в Красной Армии, после которой возвратился на станцию Иловайск, где продолжился трудиться кондуктором, с 1934 года — старшим кондуктором по обслуживанию поездов. С июня 1941 года участвовал в Великой Отечественной войне. С июля 1942 года воевал в составе 50-го отдельного батальона станции снабжения при обороне Сталинграда, затем — командир взвода 218-й отдельной роты обслуживания по разгрузке боеприпасов и военных грузов.
После демобилизации в звании старшего лейтенанта возвратился на Донецкую железную дорогу, где продолжил трудиться главным кондуктором по обслуживанию поездов Иловайского кондукторного резерва.
Бригада под его руководством ежегодно демонстрировала высокие трудовые результаты. В течение нескольких лет бригада сопровождала поезда строго по графику, выполняя норму пробега на 102 %. Указом Президиума Верховного Совета СССР от 1 августа 1959 года удостоен звания Героя Социалистического Труда за «выдающиеся успехи, достигнутые в деле развития железнодорожного транспорта» с вручением ордена Ленина и золотой медали «Серп и Молот» (№ 9667).
После выхода на пенсию проживал в Иловайске. С 1968 года — персональный пенсионер союзного значения. Дата его смерти не установлена.
Память
17 апреля 1957 года его имя внесено в «Книгу почёта» города Иловайск.
Награды
- Герой Социалистического Труда
- Орден Ленина
- Орден Красной Звезды (31.05.1945)
- Медаль «За трудовое отличие» (21.05.1951)
- Медаль «За оборону Сталинграда» (22.12.1942)